# پیج (کشتی‌گیر)
سارایا-جِید بِویس(به انگلیسی: Saraya-Jade Bevis) متولد ۱۷ آگوست ۱۹۹۲ در انگلستان، ورزشکار رشته کشتی حرفه‌ای است که اکنون با نام خودش، سارایا در آل الیت رسلینگ فعالیت میکند و اکنون، قهرمان زنان آل الیت رسلینگ است که این عنوان را در آل این 2023 به دست آورد. او بیشتر هنگامی که در دبلیودبلیوئی با نام پیج فعالیت میکرد شناخته میشود؛ او در دبلیودبلیوئی موفق شد دو بار (و جوانترین) قهرمان کمربند دیواز و نخستین قهرمان کمربند زنان ان اکس تی شود. او نخستین فردی است که قهرمان عناوین زنان در دبلیودبلیوئی و آل الیت رسلینگ میشود و همچنین نخستین فردی بود که عنوان قهرمانی دیواز و زنان ان اکس تی را به طور همزمان نگه داشت.

## فیلم‌شناسی
| سال  | عنوان                                        | نقش   |
| ---- | -------------------------------------------- | ----- |
| 2015 | دستیار کوچک بابانویل ( santas little helper) | النور |

فیلم figthing with my family سال 2019

## دیگر رسانه‌ها
حضور داشتن در دبلیودبلیوئی ۲کی۱۵
حضور دو ماه یکبار در فستیوال Wizard Entertainment
حضور در پادکست استون کلد . 3 اگوست 2015
شرکت در فرش قرمز هشتاد و هشتمین اکادمی اسکار به همراه بری بلا و ناتالیا

## زندگی شخصی پیج
بویس از خانواده‌ای با پیشینه کشتی کج آمده‌است. والدینش، سوییت سارایا و ریکی نایت و برادران بزرگش روی بویس و زک زادیاک همه کشتی گیران حرفه‌ای هستند. این خانواده بر WAW در نورویچ انگلستان حکمرانی می‌کنند. در ژوئیه ۲۰۱۲ شبکه ۴ یک مستند دربارهٔ آن‌ها با نام کشتی گیران: مبارزه با خانواده من تهیه کرد.
بویس گفته داشتن خانواده کشتی گیر جالب است. او پیوستن خود به wwe را یک "پروسه سخت" می‌داند. او کارش را از ۱۴ سالگی شروع کرده و به کشورهایی مثل اسکاتلند، ولز، بلژیک، فرانسه، ترکیه، دانمارک، نروژ، آلمان و ایالات متحده آمریکا سفر کرده‌است. او می‌گوید بودن در NXT یک "تغییر در زندگی" بود زیرا این به رشد او و اعتماد به نفس او کمک کرد. او اضافه کرد او این شغل را دوست دارد.
بعد های طی اتفاقاتی ای جی لی وسط مسابقه ی وی وارد رینگ میشود او را در آغوش میگیرد و دست وی را میبوسد 

## فینیشرها
پیج تورنر
پی - تی - او
رمپیچ

## افتخارات و قهرمانی ها

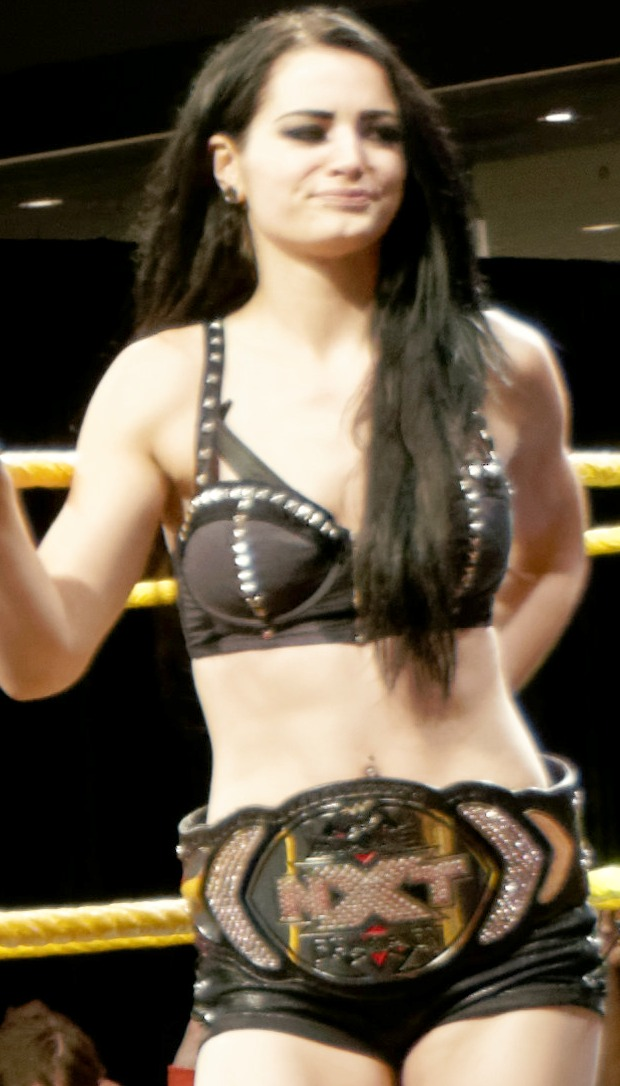
... و نخستین قهرمان زنان ان اکس تی است و زمانی از هردوی این عناوین باهمدیگر دفاع می کرد.

- سارایا در دبلیودبلیوئی با نام پیج، دو بار (و جوان ترین) قهرمان دیواز است... آل الیت رسلینگ

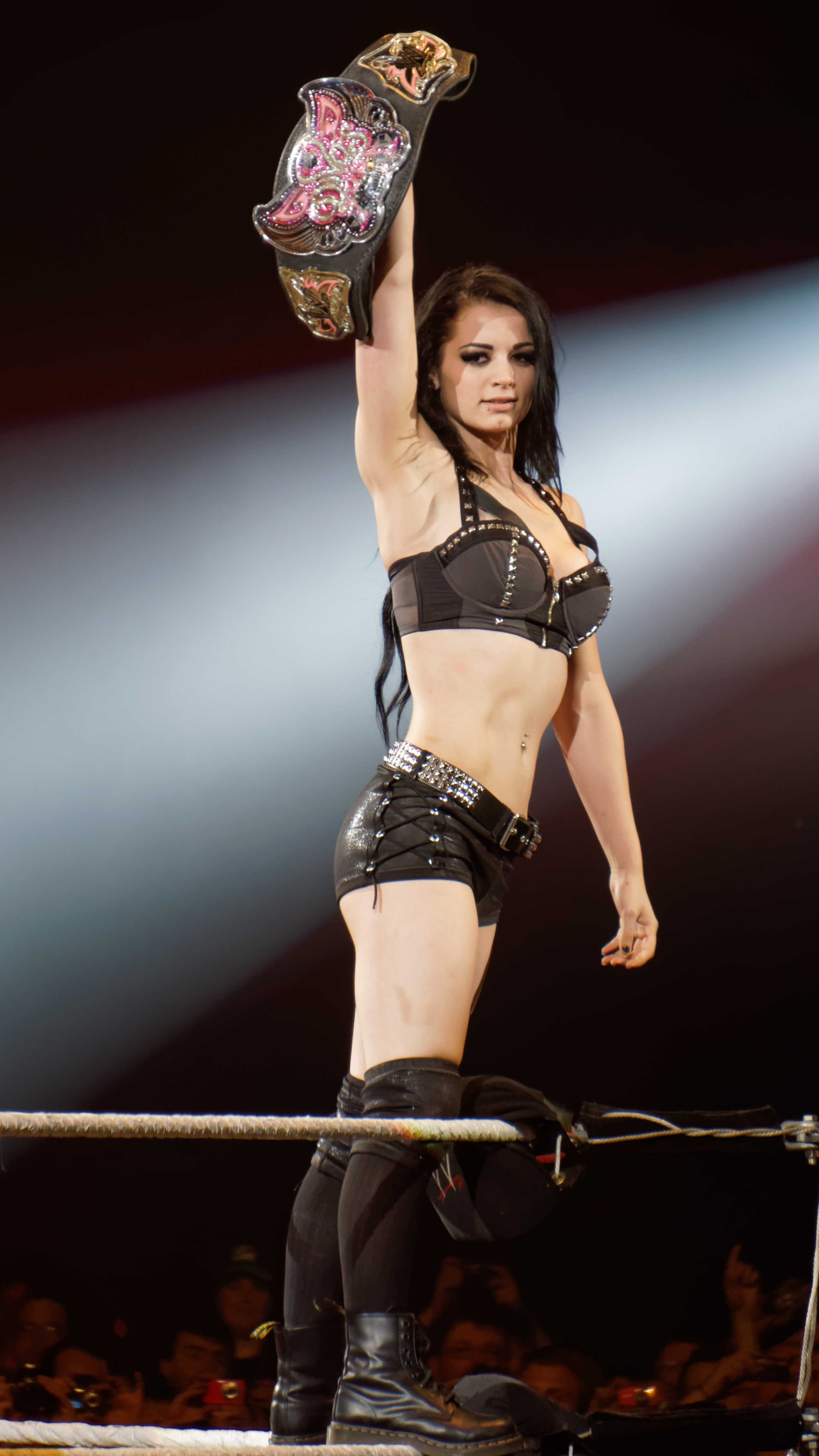
سارایا در دبلیودبلیوئی با نام پیج، دو بار (و جوان ترین) قهرمان دیواز است...

  - قهرمان کمربند جهانی زنان (۱ بار،‌ قهرمان کنونی)
- دبلیودبلیوئی

- نخستین قهرمان کمربند زنان ان‌اکس‌تی

- قهرمان کمربند دیواز (دو بار)